# Leucostoma edentatum
Leucostoma edentatum är en tvåvingeart som beskrevs av Kugler 1978. Leucostoma edentatum ingår i släktet Leucostoma och familjen parasitflugor.
Artens utbredningsområde är Israel. Inga underarter finns listade i Catalogue of Life.